# Стралджа
Стралджа (болг. Стралджа) — город в Болгарии. Находится в Ямболской области, входит в общину Стралджа. Население составляет 6171 человек (2022).

## Политическая ситуация
Кмет (мэр) общины Стралджа — Митко Панайотов Андонов (Болгарская социалистическая партия (БСП)) по результатам выборов в правление общины.